# Ilindeni-preobrazseniei felkelés

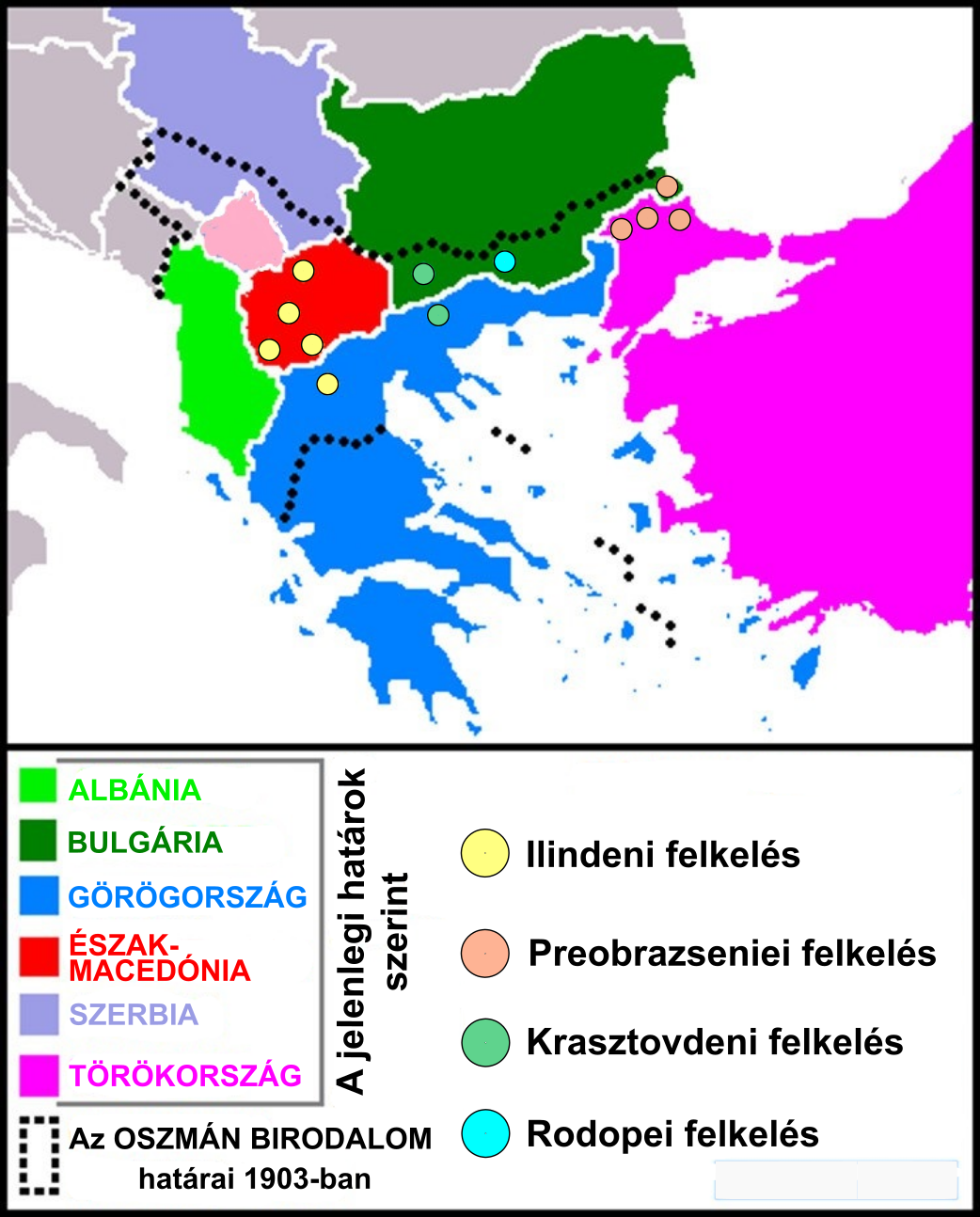
A felkelés térképe Macedónia és Trákia régióiban. A mai határok láthatók, az akkori oszmán határokkal együtt.

Az ilindeni-preobrazseniei felkelés, vagy néha magyarul, és macedón szemszögből csak ilindeni felkelés, 1903. augusztus–október (bolgárul: Илинденско-Преображенско въстание, Ilindensko-Preobražensko vǎstanie; macedónul: Илинденско востание, Ilindenszko vosztanie; görögül: Εξέγερση του Ίλιντεν, Eksegersi tou Ilinden) szervezett lázadás volt az Oszmán Birodalom ellen, amelyet a Belső Macedón-Adrianápolyi Forradalmi Szervezet készített elő és hajtott végre  a Legfelsőbb Macedón-Adrianápoli Bizottság támogatásával .  A felkelés neve ilindenre, Illés napjának nevére, valamint preobrazseniére utal, ami Krisztus színeváltozásának ünnepe. A lázadás augusztus elejétől október végéig tartott, és hatalmas területet ölelt fel keletről a Fekete-tenger partjától nyugaton az Ohridi-tó partjáig.
A lázadás Makedónia régióban a Monasztiri vilajet középső és délnyugati részeinek nagy részét leginkább a helyi bolgár parasztok,      részesítette, és bizonyos mértékben a A régió aromán lakossága. Az ideiglenes kormányt Kruševo városában hozták létre, ahol a felkelők augusztus 12-én kihirdették az alig tíz nap után túllépett Kruševói Köztársaságot. Augusztus 19-én a bolgár parasztok által az Edirnei vilajetben szervezett, szorosan kapcsolódó felkelés egy nagy terület felszabadításához vezetett a Sztrandzsa-hegységben, és ideiglenes kormányt hozott létre a Sztrandzsai Köztársaságban, Vassilikóban . Ez körülbelül húsz napig tartott, mire a törökök letették. A felkelés elnyelte Koszovó és Szalonika vilajetjeit is.
Mire a lázadás megkezdődött, számos legígéretesebb potenciális vezetőjét, köztük Ivan Garvanovot és Goce Delcsevet az oszmánok már letartóztatták vagy megölték, és az erőfeszítéseket néhány hónapon belül megsemmisítették. A túlélőknek a következő években sikerült gerillakampányt folytatniuk a törökök ellen, ám ennek nagyobb hatása az volt, hogy az európai hatalmakat rábeszélte arra, hogy próbálják meggyőzni az oszmán szultánt arról, hogy Európában békülékenyebben kell viszonyulnia keresztény alattvalóihoz.

## Az ilindeni felkelés

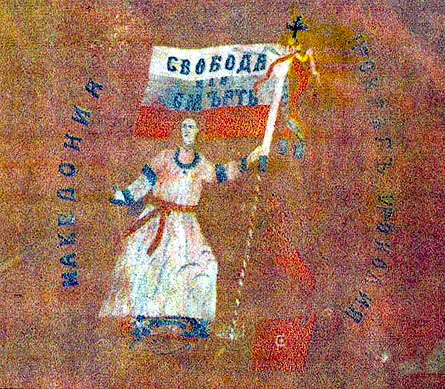
Az ohridi felkelők zászlaja bolgár zászlóval és a Свобода или смърть felirattal. A felkelők mindenhol bolgár zászlókat húztak.

Georgi Hadzsiev anarchista szerző feljegyezte a felkelés dátumát és részleteit, amelyet Will Firth fordított. Július 28-án az üzenetet elküldték a forradalmi mozgalmaknak, bár a titkot az utolsó pillanatig őrizték. A felkelés augusztus 2-án éjjel kezdődött, és nagy régiókat érintett Bitola és környékén, a mai Észak-Macedónia délnyugati részén és Görögország északi részén. Aznap este és másnap kora reggel Krusevo városát megtámadta és elfoglalta 800 lázadó. Ezzel párhuzamosan háromnapos harc után augusztus 5-én kezdődő ostrom után Szmilevo városát elfoglalták a lázadók. A Kasztoria közelében fekvő Kleisoura városát augusztus 5 körülvették fel a felkelők. Augusztus 14-én Nikola Puskarov vezetésével néhány Szkopje közelében lévő együttes megtámadott és kisiklott egy katonai vonatról. Razlogban a lakosság csatlakozott a felkeléshez. Ez keletebbre, a mai Bulgáriában, Pirini Makedóniában volt.
Augusztus 4-én Nikola Karev vezetésével felállították a Krusevói köztársaság nevű helyi közigazgatást. Aznap és a következő napon a török csapatok sikertelen kísérleteket tettek Krusevo visszafoglalására. Augusztus 12-én a szlívai csatát követően 3500 oszmán katona csapata visszafoglalta és elégette Krusevót. Mindössze tíz napig tartották a felkelők. Az oszmánok augusztus 27-én végül visszafoglalták Kleisourát.
További érintett régiók között volt Ohrid, Flórina és Kicsevo . Szaloniki régióban a műveletek sokkal korlátozottabbak és sok helyi részvétel nélkül zajlottak, részben a Belső-makedóniai Forradalmi Szervezet (VMRO) frakciói közötti nézeteltérések miatt. Nem volt felkelés a Prilep területén sem, közvetlenül Bitolától keletre.

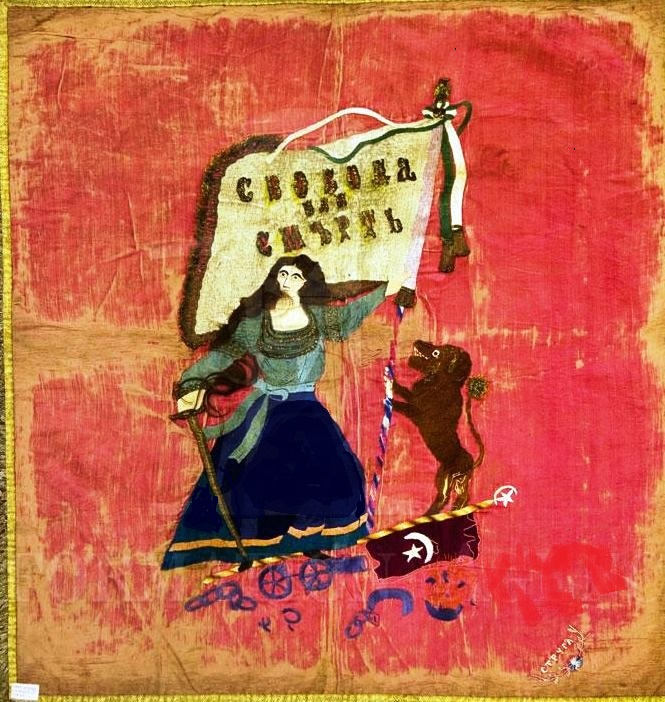
A Struga felkelő különítmény zászlaja. Bolgár zászló is szerepel rajta, és a bolgár mottó Свобода или смърть.

Az oka annak, hogy a felkelést stratégiai szempontból választották a Bitolai vilajetben és Makedónia szélesebb délnyugati régiójában, annak a ténynek köszönhető, hogy Bulgáriától a legtávolabbi helyen volt, és megpróbálta bemutatni a nagyhatalmaknak, hogy a felkelés tisztán macedón jellem és jelenség. Az IMARO egyik alapítója – Petar Pop Arszov szerint a Bulgáriától való távolságtartás ötlete az volt, hogy a beavatkozásának bármilyen gyanúja mindkét félnek árthat: Bulgáriának és a szervezetnek. Valójában a felkelés hamarosan átterjedt a szomszédos Koszovó, Szaloniki és az Edirnei vilajetekre (Thrákiában).

### A krasztovdeni felkelés
- A széreszi régióban tevékenykedő milíciák, Jane Szandanszki és a Legfelsõbb Bizottság felkelõ különítménye vezetésével, nagy létszámú török erőt tartottak fel. Ezek a cselekvések a Szent Kereszt felmagasztalásának napján kezdődtek (bolgárul krasztovden, szeptember 27.), és nem érintették annyira a helyi lakosságot, mint más régiókban, és jóval Monasztirtól keletre és Trákiától nyugatra voltak.

Az 1903-as felkelést átfogó területeken az albán falusiakat vagy az VMRO-cseták fenyegették, vagy az oszmán hatóságok toborozták a felkelés megszüntetése érdekében.

## A preobrazseniei felkelés

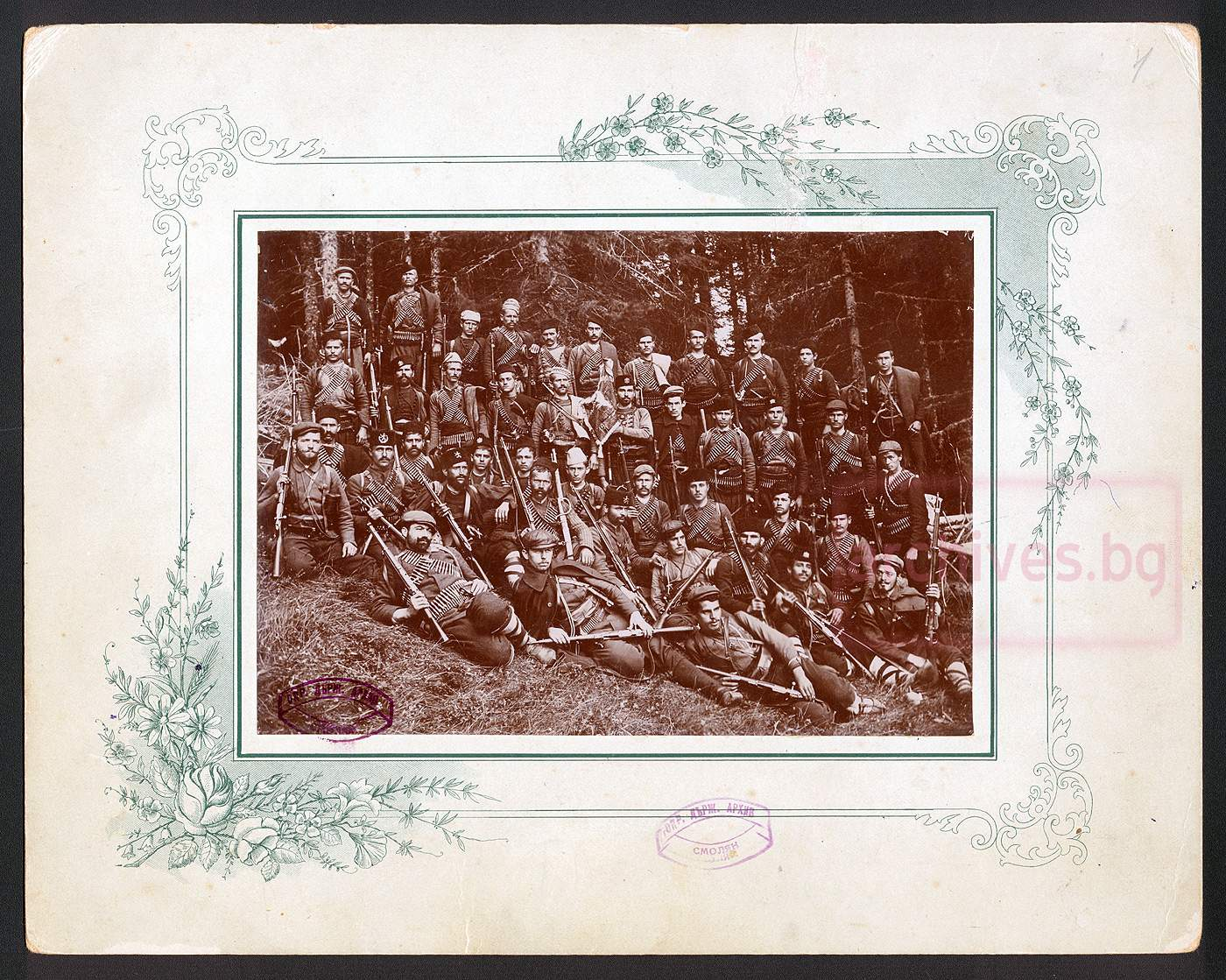
A küldöttek a rodopei kongresszusán.

Hadzsiev szerint a trákiai felkelés fő célja az volt, hogy támogatást nyújtson a nyugatabbra fekvő felkeléseknek, török csapatok bevonásával és megakadályozva őket Macedóniába költözésében. Számos művelet elterelő volt, bár több falut is bevettek, és Sztrandzsában egy területet húsz napig tartottak. Ezt néha Sztrandzsai köztársaságnak vagy Sztrandzsai kommunának hívják, Hadzsiev szerint azonban soha nem volt kérdés az államhatalomról Trákia régiójában.
- Augusztus 19-én reggel támadásokat követtek el a régió falvai, köztük Vasziliko (ma Carevo), Sztoilovo (Malko Tarnovo közelében) és Edirne közelében lévő falvak ellen.
- Augusztus 21-én felrobbantották az iğneadai kikötői világítótornyot.
- Szeptember 3 körül egy erős oszmán erő kezdte újra megerősíteni irányítását.
- Szeptember 8-ig a törökök helyreállították az irányítást és felpörögtek.

### A rodopei felkelés
A Rodope, Nyugat-Trákia, a felkelés csak kifejezni néhány Cheta a kitérők a régiók Szmoljan és Dedeagach.

## Utóhatás

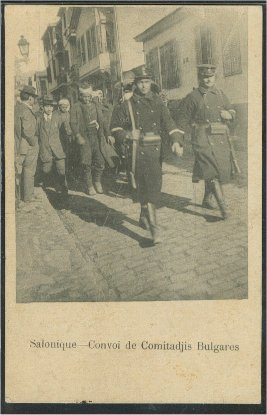
Az elfogott bolgár IMRO-aktivisták konvoja.

Az oszmán törökök reakciója a felkelésekre elsöprő erővel hatott. A felkelők egyetlen reménye a külső beavatkozás volt, és ez politikailag soha nem volt megvalósítható. Sőt, bár a bolgár érdekeket előnyben részesítették az akciók, a bolgár kormány maga kötelezte a macedón lázadó csoportok törvényen kívül helyezését a felkelések előtt, és vezetőinek letartóztatását kérte. Ez az Oroszországgal folytatott diplomácia feltétele volt.  Az egyre fogyó Oszmán Birodalom az instabilitás kezelésével bosszút állt a lázadókat támogató helyi lakosság előtt. Maguk a katonai kampányok során veszteségek viszonylag kicsik voltak, de ezután ezreket öltek meg, végeztek ki vagy tettek hajléktalanná. Barbara Jelavich történész becslése szerint mintegy kilencezer ház pusztult el,  és több ezer menekültet állítottak elő. Georgi Khadziev szerint 201 falu és 12 400 ház égett el, 4694 ember meghalt, és mintegy 30 000 menekült menekült Bulgáriába.

Szeptember 29-én a felkelés vezérkara az N 534 levelet küldte a bolgár kormánynak, azonnali fegyveres beavatkozást kérve:
"A vezérkar kötelességének tartja, hogy a tiszteletre méltó bolgár kormány figyelmét a bolgár nemzet katasztrofális következményeire irányítsa, ha nem itt teljesíti születési testvéreivel szembeni kötelességét, lenyűgöző és aktív módon, amint azt a a körülmények és a veszély hatalma, amely az egész bolgár hazát fenyegeti - háború útján."
Ennek ellenére Bulgária nem tudott katonákat küldeni a lázadó bolgár bajtársak megmentésére Macedóniában és Edirnében, Trákiában. Amikor az IMARO képviselői találkoztak Racso Petrov bolgár miniszterelnökkel, megmutatta nekik Szerbia, Görögország és Románia által az imént kapott ultimátumokat, amelyek tájékoztatták őt ezen országok Törökország támogatásáról, arra az esetre, ha Bulgária beavatkozna a lázadók támogatására. Az október eleji ülésen a lázadó erők vezérkara minden forradalmi tevékenység megszüntetéséről határozott, és a rendszeres milíciákat leszámítva az erőket feloszlatták. A felkelés után az IMARO erősebben kapcsolatba került a szupremácistákkal és Bulgária célja a hegemónia.  A felkelések vadsága és a megtorlások végül a külvilág reakcióját váltották ki. Októberben Ferenc József és II. Miklós orosz cár találkoztak Mürzstegben (ma Neuberg an der Mürz része), és támogatták a mürzstegi reformprogramot, amely Makedónia régió külföldi kormányzását, az áldozatok pénzügyi kompenzációját és az etnikai határok megállapítását írta elő a régióban.  A reformok kevés gyakorlati eredményt értek el, eltekintve a válság nagyobb láthatóságától. Nem foglalkoztak Görögország, Szerbia, Bulgária és a politikai autonómia helyi képviselőinek versengő törekvéseivel, és az etnikai határok fogalmát lehetetlen hatékonyan megvalósítani. Mindenesetre ezeket az aggodalmakat hamar beárnyékolta az ifjú török 1908-as forradalom és az azt követő Oszmán Birodalom feloszlatása.